# انتشار الأسلحة النووية

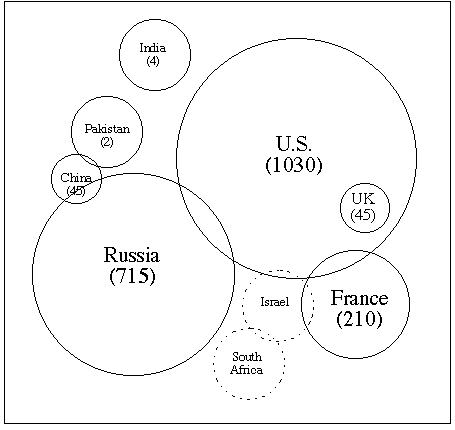
الأسلحة النووية في بعض دول العالم

يشير مصطلح انتشار الأسلحة النووية إلى وصول الأسلحة النووية والمواد القابلة للانشطار والتكنولوجيا والمعلومات النووية القابلة للتطبيق على الأسلحة إلى دول لا يُعترف بها على أنها حائزة للأسلحة النووية بموجب معاهدة الحد من انتشار الأسلحة النووية، المعروفة باسم معاهدة «إن بّي تي». عارضت العديد من الدول الانتشار النووي سواء أكان يتضمن أسلحة نووية أم لا، إذ تخشى الحكومات أن يؤدي امتلاك المزيد من الدول لأسلحة نووية إلى زيادة احتمال نشوب حرب نووية (يتضمن ذلك ما يسمى مكافحة استهداف المدنيين بأسلحة نووية) قد تُخلّ باستقرار العلاقات الدولية أو الإقليمية، أو تنتهك السيادة الوطنية للدول.
حصلت أربع دول، إلى جانب الدول الخمس المعترف بها في مجال الأسلحة النووية، أو يفترض أنها حصلت على أسلحة نووية، وهي: الهند وباكستان وكوريا الشمالية وإسرائيل. لا تُعد أي دولة من هذه الأربعة طرفًا في معاهدة الحد من انتشار الأسلحة النووية، على الرغم من انضمام كوريا الشمالية إلى المعاهدة عام 1985، ثم انسحابها عام 2003، وقد أجرت تجارب نووية معلنة في الأعوام 2006 و2009 و2013 و2016 و2017. كان أحد الانتقادات التي وُجّهت لمعاهدة الحد من انتشار الأسلحة النووية هو أن المعاهدة تمييزية بمعنى أنه يُعترف فقط بالدول التي أجرت تجارب أسلحة نووية قبل عام 1968 على أنها دول حائزة للأسلحة النووية بينما تُعامل جميع الدول الأخرى على أنها دول غير حائزة للأسلحة النووية ولا يمكنها الانضمام إلى المعاهدة إلا إذا تخلت عن الأسلحة النووية.
أُجريت الأبحاث حول تطوير الأسلحة النووية في البداية في أثناء الحرب العالمية الثانية من قِبل الولايات المتحدة (بالتعاون مع المملكة المتحدة وكندا) وألمانيا واليابان والاتحاد السوفيتي. كانت الولايات المتحدة الدولة الأولى والوحيدة التي استخدمت سلاحًا نوويًا في الحرب، عندما استخدمت قنبلتين نوويتين ضد اليابان في أغسطس 1945. توقفت ألمانيا واليابان عن المشاركة في أي أبحاث حول الأسلحة النووية بعد الاستسلام لإنهاء الحرب. اختبر الاتحاد السوفيتي سلاحًا نوويًا في أغسطس 1949، ليصبح ثاني دولة تفجر قنبلة نووية. جربت المملكة المتحدة لأول مرة سلاحًا نوويًا في أكتوبر 1952. اختبرت فرنسا سلاحًا نوويًا لأول مرة عام 1960. فجّرت جمهورية الصين الشعبية سلاحًا نوويًا عام 1964. أجرت الهند أول تجربة نووية لها عام 1974، ما دفع الباكستان إلى تطوير برنامجها النووي الخاص. وعندما أجرت الهند السلسلة الثانية من التجارب النووية عام 1998، تابعت باكستان سلسلة من الاختبارات الخاصة بها. أجرت كوريا الشمالية أول تجربة نووية لها عام 2006.

## جهود الحد من انتشار الأسلحة النووية
تضمنت الجهود المبكرة للحد من انتشار الأسلحة النووية السرية الحكومية الشديدة، والاستحواذ في وقت الحرب على مخازن اليورانيوم المعروفة (صندوق التنمية المشتركة)، حتى التخريب المتعمد المباشر أحيانًا، مثل قصف منشأة تعمل بالماء الثقيل يُعتقد أنها كانت تُستخدم في برنامج صنع أسلحة نووية ألمانية. بدأت هذه الجهود فور اكتشاف الانشطار النووي وإمكاناته العسكرية. لم تكن أي من هذه الجهود علنية بشكل صريح، لأن تطورات الأسلحة نفسها ظلت سرية حتى قصف هيروشيما.
بدأت الجهود الدولية الجدية لتعزيز الحد من انتشار الأسلحة النووية بعد الحرب العالمية الثانية بفترة وجيزة، حين اقترحت إدارة ترومان خطة باروخ لعام 1946، وقد سُميت نسبةً إلى برنارد باروخ، أول ممثل للولايات المتحدة في لجنة الأمم المتحدة للطاقة الذرية. اقترحت خطة باروخ -المستمدة بشدة من تقرير آتشيسون ليلينثال لعام 1946- تفكيك الترسانة النووية الأمريكية وتدميرها بشكل يمكن التحقق منه (التي كانت في ذلك الوقت الترسانة النووية الوحيدة في العالم) بعد أن تعاونت جميع الحكومات بنجاح لإنجاز أمرين: (1) إنشاء «هيئة تنمية ذرية دولية» ينبغي أن تمتلك في الواقع جميع المواد والأنشطة النووية القابلة للتطبيق العسكري وتسيطر عليها، و (2) إنشاء نظام عقوبات تلقائية لا يمكن حتى لمجلس الأمن التابع للأمم المتحدة -الذي يعاقب الدول حين تحاول الحصول على موافقة على صنع أسلحة نووية أو مواد انشطارية بما يناسبها- أن يستخدم حق النقض (الفيتو) ضده.
أثار نداء باروخ بتدمير الأسلحة النووية الحدس الأخلاقي والديني الأساسي. قال باروخ في جزء من خطابه أمام الأمم المتحدة: «وراء النذير الأسود لدخولنا العصر الذري الجديد، يكمن الأمل الذي إذ تمسكنا به بإيمان، فإنه يضمن خلاصنا. وإذا فشلنا، فإننا سنلقي لعنة على كل رجل بأن يكون عبدًا للخوف. دعونا لا نخدع أنفسنا، يجب علينا أن نختار إما السلام العالمي أو الدمار العالمي.... يجب علينا أن نلبي رغبة العالم بالسلام والأمن». ساعد باروخ بهذه الملاحظة في إطلاق مجال الأخلاقيات النووية، وهي الأخلاقيات التي لربما شارك بها الكثير من السياسيون والعلماء.
فشلت خطة باروخ على الرغم من أنها حظيت بدعم دولي واسع في الخروج من لجنة الأمم المتحدة للطاقة الذرية، لأن الاتحاد السوفيتي كان يعتزم استخدام حق النقض في مجلس الأمن ضدها. لكنها ظلت السياسة الأمريكية الرسمية حتى عام 1953، عندما قدم الرئيس أيزنهاور اقتراحه «ذرات من أجل السلام» أمام الجمعية العامة للأمم المتحدة. أدى اقتراح أيزنهاور في النهاية إلى إنشاء الوكالة الدولية للطاقة الذرية عام 1957. تلقى آلاف من العلماء من جميع أنحاء العالم تعليمًا في مجال العلوم النووية، ضمن إطار برنامج «ذرات من أجل السلام»، ثم أُرسلوا إلى بلادهم، حيث سعى الكثير منهم فيما بعد إلى إنشاء برامج أسلحة سرية في وطنهم.
لم تبدأ الجهود الرامية إلى إبرام اتفاق دولي للحد من انتشار الأسلحة النووية حتى أوائل الستينيات من القرن العشرين، بعد أن حصلت أربع دول هي (الولايات المتحدة والاتحاد السوفيتي والمملكة المتحدة وفرنسا) على أسلحة نووية. على الرغم من توقف هذه الجهود في أوائل الستينيات من القرن العشرين، تجددت مرة أخرى عام 1964، بعد أن فجرت الصين سلاحًا نوويًا. في عام 1968، أنهت الحكومات الممثلة في لجنة الثماني عشرة دولة لنزع السلاح (إي إن سي دي) المفاوضات بشأن نص معاهدة الحد من انتشار الأسلحة النووية. أقرت الجمعية العامة للأمم المتحدة، في يونيو 1968، معاهدة الحد من انتشار الأسلحة النووية بقرار الجمعية العامة رقم 2373، وفُتحت معاهدة الحد من انتشار الأسلحة النووية للتوقيع في واشنطن العاصمة ولندن وموسكو في يوليو 1968. دخلت معاهدة الحد من انتشار الأسلحة النووية حيز التنفيذ في مارس 1970.

## تكنلوجيا الاستخدام المزدوج
يشير مصطلح تكنولوجيا الاستخدام المزدوج إلى إمكانية الاستخدام العسكري لتكنولوجيا الطاقة النووية المدنية. تتمتع العديد من التقنيات والمواد المرتبطة بإنشاء برنامج للطاقة النووية بقدرة مزدوجة الاستخدام، إذ تسمح المراحل المتعددة لدورة الوقود النووي بتحويل المواد النووية إلى أسلحة نووية. عندما يحدث هذا، يمكن أن يصبح برنامج الطاقة النووية طريقًا يؤدي إلى القنبلة الذرية أو ملحقًا عامًا لبرنامج القنبلة السري. تعد الأزمة بشأن أنشطة إيران النووية مثالًا على ذلك.

## الدول التي تمتلك السلاح النووي
لقد حصلت أربع دول إلى جانب الدول الخمس المعترف بها في الأسلحة النووية على أسلحة نووية أو يفترض أنها اكتسبتها وهي:
- الهند
- باكستان
- كوريا الشمالية
- إسرائيل

ولا يعتبر أي من هؤلاء الأربعة طرفاً في معاهدة حظر الانتشار النووي بالرغم أن كوريا الشمالية انضمت إلى معاهدة عدم الانتشار في عام 1985 ، ثم انسحبت في عام 2003 وأجرت تجارب نووية معلنة في الأعوام 2006 و 2009 و 2013 و 2016 و 2017. أحد الانتقادات لمعاهدة الحد من انتشار الأسلحة النووية هو أنها تمييزية في الاعتراف حيث أن الدول الحائزة للأسلحة النووية هي الدول التي قامت بتجربة الأسلحة النووية قبل عام 1968 وتطالب جميع الدول الأخرى التي تنضم إلى المعاهدة بالتخلي عن الأسلحة النووية.

## أبحاث الأسلحة النووية
أجريت أبحاث في تطوير الأسلحة النووية خلال الحرب العالمية الثانية من قبل الولايات المتحدة (بالتعاون مع المملكة المتحدة وكندا)، وألمانيا، واليابان، والاتحاد السوفياتي. كانت الولايات المتحدة هي الدولة الأولى، وهي الدولة الوحيدة التي استخدمت سلاحًا نوويًا في الحرب، عندما استخدمت قنبلتين ضد اليابان في أغسطس 1945. ومع خسارتها أثناء الحرب، توقفت ألمانيا واليابان عن المشاركة في أي أبحاث للأسلحة النووية. في أغسطس 1949 اختبر الاتحاد السوفياتي سلاحًا نوويًا وايضاختبرت المملكة المتحدة سلاحاً نووياً في أكتوبر 1952 ومن ثم لحقت بهم فرنسا بتطوير سلاح نووي في عام 1960. ومن ثم قامت جمهورية الصين الشعبية بتفجير سلاح نووي في عام 1964. الهند قامت بتفجير قنبلة نووية في عام 1974 ، وأجرت باكستان سلسلة من تجارب الأسلحة النووية في مايو 1998 بعد الاختبارات التي أجرتها الهند في وقت سابق من ذلك الشهر. في عام 2006 أجرت كوريا الشمالية أول تجربة نووية لها.

## التعاون الدولي

### معاهدة الحدّ من انتشار الأسلحة النووية
في الوقت الحاضر، ثمّة 189 بلدًا من الدول الأطراف في معاهدة الحدّ من انتشار الأسلحة النووية، المعروفة أكثر باسم معاهدة عدم انتشار الأسلحة النووية أو معاهدة إن بي تي. تشمل الدول الخمس التي تمتلك أسلحة نووية والتي تعترف بها معاهدة الحدّ من الانتشار النووي: جمهورية الصين الشعبية وفرنسا والاتحاد الروسي والمملكة المتحدة والولايات المتحدة.
من بين الدول البارزة غير الموقعة على معاهدة الحدّ من الانتشار النووي، إسرائيل وباكستان والهند (وقد اختبرت هاتان الدولتان الأخيرتان منذ ذلك الحين أسلحة نووية، في حين يعتبر أغلبهما إسرائيل دولة غير معترف بها في مجال الأسلحة النووية). كانت كوريا الشمالية ذات يوم من الموقعين عليها لكنها انسحبت في يناير عام 2003. تُعتبر قانونية انسحاب كوريا الشمالية موضوع خلاف لكن اعتبارًا من 9 أكتوبر عام 2006، تم التأكيد على أن كوريا الشمالية تمتلك بوضوح القدرة على صنع جهاز متفجر نووي.

### الوكالة الدولية للطاقة الذرية
أُنشِئت الوكالة الدولية للطاقة الذرية في 29 يوليو عام 1957 لمساعدة الدول على تطوير الطاقة النووية للأغراض السلمية. تتفق مع هذا الدور إدارة ترتيبات الضمانات لتوفير ضمانات للمجتمع الدولي بأن فرادى البلدان تحترم التزاماتها بموجب هذه المعاهدة. وعلى الرغم من أن الوكالة الدولية للطاقة الذرية أنشئت بموجب معاهدة دولية خاصة بها، فإنها تقدم تقاريرها إلى كل من الجمعية العامة للأمم المتحدة ومجلس الأمن.
تفحص الوكالة بانتظام المرافق النووية المدنية للتحقق من دقة الوثائق المقدمة إليها. تقوم الوكالة بفحص قوائم الجرد والعينات وتحليل المواد. تهدف الضمانات إلى ردع تحويل المواد النووية عن طريق زيادة خطر الكشف المبكر. تكملها ضوابط على تصدير التكنولوجيا الحساسة من بلدان مثل المملكة المتحدة والولايات المتحدة من خلال هيئات طوعية مثل مجموعة الموردين النوويين. يتمثل الشاغل الرئيسي للوكالة الدولية للطاقة الذرية في عدم تخصيب اليورانيوم بما يتجاوز ما هو ضروري للمحطات المدنية التجارية، وعدم صقل البلوتونيوم الذي تنتجه المفاعلات النووية إلى شكل مناسب لصنع القنابل.

## اقرأ أيضا
- إسرائيل وأسلحة الدمار الشامل
- جنوب أفريقيا وأسلحة الدمار الشامل
- حادثة فيلا